# Yves Congar
Yves-Marie-Joseph kardinál Congar (8. dubna 1904, Sedan, Francie – 22. června 1995 Paříž) byl známý katolický teolog, člen řádu dominikánů, kardinál a účastník Druhého vatikánského koncilu.

## Hlavní díla
Yves Congar je autorem asi padesáti knih a desítek článků, z nichž vybíráme:
- Chrétiens désunis - Principes d'un « œcuménisme » catholique, Paris, Cerf, 1937
- Saint Thomas serviteur de la vérité,1937
- Vraie et fausse réforme dans l'Église, Paris, Cerf, 1950 (1. vyd.), 1968 (2. vyd.).
- Esquisses du mystère de l'Église, Paris, Cerf, 1953
- Le Mystère du temple, ou L'Économie de la Présence de Dieu à sa créature de la Genèse à l'Apocalypse, Paris, Cerf, 1958
- La Tradition et les traditions Étude historique (Vol. I), Étude théologique (Vol, II), Paris, Fayard, 1960-1963
- Les Voies du Dieu vivant, Théologie et vie spirituelle, Paris, Cerf, coll. Cogitatio fidei, 1962
- Sacerdoce et laïcat, devant leurs tâches d'évangélisation et de civilisation, Paris, Cerf, coll. Cogitatio fidei, 1962
- Chrétiens en dialogue. Contributions catholiques à l’œcuménisme, Paris, Cerf, 1964
- Jésus-Christ. Notre Médiateur, notre Seigneur, Paris, Cerf, 1965
- Situation et tâches présentes de la théologie, Paris, Cerf, coll. Cogitatio fidei, 1967
- Cette Église que j'aime, Paris, Cerf, 1968
- Ministères et communion ecclésiale, Paris, Cerf, 1971
- Un peuple messianique. L'Église, sacrement du salut – Salut et libération, Paris, Cerf, coll. Cogitatio fidei, 1975
- La Crise dans l'Église et Mgr Lefebvre, Paris, Cerf, 1977
- Diversités et communion. Dossier historique et conclusion théologique, Paris, Cerf, coll. Cogitatio fidei, 1982
- Martin Luther, sa foi, sa réforme - Études de théologie historique, Paris, Cerf, 1983
- Entretiens d'automne, Paris, Cerf, 1987
- La Tradition et la vie de l'Église, Paris, Cerf, coll. Traditions historiques, 1984
- Église et papauté - Regards historiques, Paris, Cerf, 1994
- Écrits réformateurs (Textes choisis et présentés par Jean-Pierre Jossua), Paris, Cerf, 1995
- Je crois en l'Esprit-Saint, Paris, Cerf, 1995, 880 p.
- L'Église. De saint Augustin à l'époque moderne, Paris, Cerf, 1997
- Journal de la Guerre (1914-1918), Paris, Cerf, 1997
- Esprit de l'homme, Esprit de Dieu, Paris, Cerf, 1998
- Journal d'un théologien (1946-1956), Paris, Cerf, 2000
- Vaste monde, ma paroisse. Vérité et dimension du Salut, Paris, Cerf, 2000
- Mon Journal du Concile, tome I : 1960-1963 - tome II : 1964-1966, Paris, Cerf, 2002

### Česky vyšlo
- Yves Congar, Za církev sloužící a chudou, Karmelitánské nakladatelství
- Yves Congar, Arcibiskup Lefebvre - učitel tradice?, Teologické texty 5, 25-35
- Yves Congar, Dějiny církve jako "locus theologicus", Teologický sborník 2000/3, 61-68
- Yves Congar, Dialog s nevěřícími, Salve 1991, 2, 9-10
- Yves Congar, Doufám v nebe, Teologický sborník 2000/3, 51-59
- Yves Congar, Kristologické a pneumatologické implikace ekleziologie II. Vatikánského koncilu, Salve 1998, 3, 2-11
- Yves Congar, Rád se otevírat každé pravdě : dopis Tomáše Akvinského Karlu Rahnerovi, in: Karl Rahner - Bernhard Welte, Novou odvahu k ctnosti, Praha, Vyšehrad 1998 ISBN 80-7021-173-3, s. 81-87
- Yves Congar, Tituly, používané pro papeže, Getsemany 1997, 4, 79-83
- Yves Congar, Ztroskotání z hlediska křesťanství : teologická meditace o moudrosti kříže, Salve 1995, 3, 19-26

## Díla o něm
- Jean-Pierre Jossua, Le Père Congar. La théologie au service du peuple de Dieu, Paris, Cerf, 1967
- Étienne Fouilloux, « Frère Yves, Cardinal Congar, Dominicain. Itinéraire d’un théologien. » in Revue des Sciences Philosophiques et Théologique, LXXIX, 1995
- André Vauchez (dir.), Cardinal Yves Congar, 1904-1995, Actes du colloque réuni à Rome les 3-4 juin 1996, Paris, Cerf, 1999
- Gabriel Flynn (dir.), Yves Congar, théologien de l'Église, Paris, Cerf, 2007
- Josef Dolista, Život a dílo Yvese Congara, Teologický sborník 4 (1998), č. 1, s. 84-88